# جانی ری گیل
جانی ری گیل (انگلیسی: Johnny Ray Gill) متولد ۱۹۸۵؛ یک بازیگر، تهیه‌کننده و کارگردان اهل ایالات متحده آمریکا است. وی از سال ۲۰۰۷ میلادی تاکنون مشغول فعالیت بوده‌است.
از فیلم‌ها یا برنامه‌های تلویزیونی که وی در آن نقش داشته است می‌توان به استخوان‌ها، خون حقیقی و شب افتتاحیه اشاره کرد.